# كيني ألبرت
كيني ألبرت (بالإنجليزية: Kenny Albert)‏ هو معلق رياضي أمريكي، ولد في 2 فبراير 1968 في نيويورك في الولايات المتحدة.